# Daejeon
Daejeon (대전?, DaejeonRR, TaejŏnMR) pronunciado: [tɛ̝.dʑʌn], oficialmente Ciudad Metropolitana de Daejeon (대전광역시?, Daejeon-gwangyeoksiRR, Taejŏn-gwangyŏkshiMR), es una de las seis ciudades metropolitanas que, junto a las nueve provincias, la ciudad especial y la ciudad autónoma especial, forman Corea del Sur.  
Se ubica en el centro del país, a 167 kilómetros al sur de Seúl, y fue la capital de la provincia de Chungcheong del Sur, antes de ser declarada ciudad metropolitana. Es la quinta ciudad más poblada, con aproximadamente 1.5 millones de habitantes. 

## Administración
La ciudad metropolitana de ⁷Daejeon se divide en 5 distritos.
- Distrito Daedeok (대덕구)
- Distrito Dong (동구)
- Distrito Jung (중구)
- Distrito Seo (서구)
- Distrito Yuseong (유성구)

## Clima
| Parámetros climáticos promedio de Daejeon (1981−2010) | Parámetros climáticos promedio de Daejeon (1981−2010) | Parámetros climáticos promedio de Daejeon (1981−2010) | Parámetros climáticos promedio de Daejeon (1981−2010) | Parámetros climáticos promedio de Daejeon (1981−2010) | Parámetros climáticos promedio de Daejeon (1981−2010) | Parámetros climáticos promedio de Daejeon (1981−2010) | Parámetros climáticos promedio de Daejeon (1981−2010) | Parámetros climáticos promedio de Daejeon (1981−2010) | Parámetros climáticos promedio de Daejeon (1981−2010) | Parámetros climáticos promedio de Daejeon (1981−2010) | Parámetros climáticos promedio de Daejeon (1981−2010) | Parámetros climáticos promedio de Daejeon (1981−2010) | Parámetros climáticos promedio de Daejeon (1981−2010) |
| Mes                                                   | Ene.                                                  | Feb.                                                  | Mar.                                                  | Abr.                                                  | May.                                                  | Jun.                                                  | Jul.                                                  | Ago.                                                  | Sep.                                                  | Oct.                                                  | Nov.                                                  | Dic.                                                  | Anual                                                 |
| ----------------------------------------------------- | ----------------------------------------------------- | ----------------------------------------------------- | ----------------------------------------------------- | ----------------------------------------------------- | ----------------------------------------------------- | ----------------------------------------------------- | ----------------------------------------------------- | ----------------------------------------------------- | ----------------------------------------------------- | ----------------------------------------------------- | ----------------------------------------------------- | ----------------------------------------------------- | ----------------------------------------------------- |
| Temp. máx. media (°C)                                 | 4.0                                                   | 7.0                                                   | 12.6                                                  | 19.2                                                  | 24.1                                                  | 27.5                                                  | 29.0                                                  | 29.8                                                  | 26.4                                                  | 20.9                                                  | 13.3                                                  | 6.4                                                   | 18.4                                                  |
| Temp. media (°C)                                      | −1.0                                                  | 1.5                                                   | 6.5                                                   | 13.0                                                  | 18.2                                                  | 22.4                                                  | 25.0                                                  | 25.6                                                  | 21.3                                                  | 14.7                                                  | 7.5                                                   | 1.2                                                   | 13.0                                                  |
| Temp. mín. media (°C)                                 | −5.4                                                  | −3.5                                                  | 1.0                                                   | 7.0                                                   | 12.6                                                  | 17.9                                                  | 21.8                                                  | 22.2                                                  | 17.1                                                  | 9.4                                                   | 2.5                                                   | −3.4                                                  | 8.3                                                   |
| Precipitación total (mm)                              | 29.6                                                  | 34.2                                                  | 55.6                                                  | 81.7                                                  | 103.7                                                 | 206.3                                                 | 333.9                                                 | 329.5                                                 | 169.7                                                 | 47.4                                                  | 41.1                                                  | 25.9                                                  | 1458.7                                                |
| Días de precipitaciones (≥ 0.1 mm)                    | 8.5                                                   | 6.7                                                   | 8.4                                                   | 7.7                                                   | 8.7                                                   | 10.5                                                  | 17.1                                                  | 16.0                                                  | 9.8                                                   | 5.8                                                   | 7.9                                                   | 8.8                                                   | 115.9                                                 |
| Horas de sol                                          | 163.4                                                 | 172.2                                                 | 200.3                                                 | 212.3                                                 | 223.9                                                 | 180.6                                                 | 139.8                                                 | 157.8                                                 | 168.2                                                 | 195.9                                                 | 161.6                                                 | 162.6                                                 | 2138.7                                                |
| Humedad relativa (%)                                  | 64.8                                                  | 59.5                                                  | 56.5                                                  | 55.3                                                  | 62.1                                                  | 68.7                                                  | 77.7                                                  | 77.5                                                  | 74.4                                                  | 70.4                                                  | 66.9                                                  | 66.4                                                  | 66.7                                                  |
| Fuente: Korea Meteorological Administration           |                                                       |                                                       |                                                       |                                                       |                                                       |                                                       |                                                       |                                                       |                                                       |                                                       |                                                       |                                                       |                                                       |

## Eventos importantes
Durante abril y mayo de 2009 se celebró la Exposición Internacional "Korea Floritopia 2009" en Anmyun Island, en la Provincia de Chungnam. Esta exhibición, promovida por el "Korea Floritopia 2009", tuvo como propósito, el de introducir el cultivo de bromelias en los mercados de Corea y de Asia en general.